# Карлинский, Семён Аркадьевич
Семён Аркадьевич Карлинский (англ. Simon Karlinsky — Саймон Карлинский; 22 сентября 1924 года, Харбин, Китай — 5 июля 2009 года, Кенсингтон, Калифорния, США) — американский славист, литературовед, историк русской литературы, популяризатор русской литературы, доктор наук, почётный профессор, заведующий кафедрой славянских языков и литературы Калифорнийского университета в Беркли.

## Биография
Родился в 1924 году в Харбине в семье русских эмигрантов-евреев. Отец Арон был фотогравировщиком, а мать Софья (урождённая Левитина) — управляющей магазином-ателье по пошиву женской одежды. Он был единственным ребенком в семье, учился в русской школе, где проявил литературные и музыкальные способности. В 1932 году Япония оккупировала Маньчжурию, обосновавшиеся в городе русские фашисты стали нападать на еврейское население. В 1938 году семья эмигрирует в Лос-Анджелес, Калифорнию, США. Саймон учится в Бальмонтской средней школе, а в 1941-1943 годах в Лос-Анджелескои городском колледже.
В 1944 году во время Второй мировой войны Карлинский поступает на службу в американскую армию и отправляется на европейский фронт. В 1945 году он служит армейским переводчиком в Берлине, в 1946 году увольняется из армии, но остаётся работать переводчиком при американском представительстве. В 1951 году он переезжает в Париж и учится у Артюра Онеггера в Нормальной школе музыки, однако через год возвращается в Берлин на прежнее место, однако продолжил своё музыкальное образование в Берлинской высшей школе музыки у Бориса Блахера.
В январе 1958 года Карлинский вернулся в США. Не видя для себя перспектив в музыкальной карьере он занялся литературой, хотя продолжал интересоваться музыкой и позже отметился некоторыми музыковедческими трудами. В 1960 году он закончил с красным дипломом Калифорнийский университет в Беркли по славянским языкам и литературе. Затем в 1961 году прошёл магистратуру в Гарвардском университете. Однако вскоре вернулся преподавать в Беркли, где в 1964 году получил докторскую степень (докторская диссертация по Марине Цветаевой). В 1967 году Карлинский стал полным профессором, в этом же году он стал заведующим кафедрой истории славянских языков и литературы Калифорнийского университета. Вышел на пенсию в 1991 году..
Область научных интересов: русская литература восемнадцатого и девятнадцатого веков, русский модернизм, русский театр и драма, А. С. Пушкин, Н. В. Гоголь, А. П. Чехов, М. И. Цветаева, В. В. Набоков, П. И. Чайковский, И. Ф. Стравинский, взаимодействие русской литературы с французской, английской и немецкой культурами, женские и ЛГБТ-исследования. Его работы были в СССР под табу.
Семён Карлинский был открытым геем, состоял в браке с Питером Карлтоном (Peter Carleton), прожив с ним 35 лет до самой своей смерти. Он принимал участие в ЛГБТ-движении.
Саймон Карлинский стал прототипом героя романа Эдуарда Лимонова «Смерть современных героев».